# Liste des aéroports les plus fréquentés en Autriche
Voici une liste des aéroports les plus fréquentés en Autriche. L'Autriche compte six aéroports généralement utilisés pour le trafic passagers.

## En graphique
Pour des raisons techniques, il est temporairement impossible d'afficher le graphique qui aurait dû être présenté ici.

Voir la requête brute et les sources sur Wikidata.

## Statistiques de fréquentation
Le tableau ci-dessous reprend les éléments de la dernière année connue (2019) et des années passées 2018, 2017, 2016, 2015 et 2010.
| Rang 2019 | Aéroport               | Code AITA | Passagers 2019 | Passagers 2018 | Passagers 2017 | Passagers 2016 | Passagers 2015 | Passagers 2010 |
| --------- | ---------------------- | --------- | -------------- | -------------- | -------------- | -------------- | -------------- | -------------- |
| 1         | Vienne-Schwechat       | VIE       | 31 662 183     | 27 037 317     | 24 392 805     | 23 352 016     | 22 775 054     | 19 691 206     |
| 2         | Salzbourg-W. A. Mozart | SZG       | 1 717 991      | 1 844 468      | 1 890 164      | 1 739 288      | 1 828 309      | 1 625 842      |
| 3         | Innsbruck-Kranebitten  | INN       | 1 144 541      | 1 119 347      | 1 092 547      | 1 006 696      | 1 001 255      | 1 033 512      |
| 4         | Graz-Thalerhof         | GRZ       | 1 036 929      | 1 030 929      | 959 166        | 981 884        | 963 396        | 990 118        |
| 5         | Linz-Horsching         | LNZ       | 436 018        | 465 798        | 402 007        | 435 468        | 529 785        | 692 039        |
| 6         | Klagenfurt             | KLU       | 209 278        | 228 372        | 216 905        | 193 709        | 227 625        | 425 933        |